# Peithona prionoides
Peithona prionoides là một loài bọ cánh cứng trong họ Cerambycidae.